# Paragallinula angulata
La gallineta chica o gallereta menor (Paragallinula angulata) es una especie de ave gruiforme de la familia Rallidae que habita en África.

## Descripción
La gallineta chica mide alrededor de 23 cm de largo. Su plumaje es en general gris negruzco, salvo bajo la cola y los flancos que son blancos, con cierto tono azulado en el cuello y pecho y de tonos pardos en las alas. Su pico es amarillo y sus patas verdosas o parduzcas. Tiene un aspecto similar a la gallineta común con la que coincide en parte de su área de distribución, pero se diferencia por su menor tamaño y su pico amarillo.

## Distribución y hábitat
Se encuentra en los humedales de agua dulce tanto permanentes como temporales de la mayor parte del África subsahariana.